# Miguel Canto
Miguel Canto (* 30. Januar 1948 in Mérida) ist ein ehemaliger mexikanischer Boxer im Fliegengewicht.

## Laufbahn
Canto wurde 1969 Profi und kämpfte bis 1974 ausschließlich in seiner Heimat. Er verlor bereits seinen ersten und dritten Kampf durch K. o. sowie seinen dreizehnten nach Punkten, war aber in der Folge immer öfter mit seinem extrem beweglichen Konterboxen erfolgreich.
Er bekam schließlich am 4. August 1973 in seinem vierzigsten Kampf die Möglichkeit, um den vakanten WBC-Weltmeistertitel gegen den Venezolaner Betulio González zu boxen, scheiterte jedoch noch nach Punkten. Da González seinen Titel jedoch im nächsten Jahr an Shōji Oguma verlor, bot sich für Canto bald eine erneute Titelchance, die er auch nutzen konnte. Am 8. Januar 1975 gewann er durch einen Punktsieg über den Japaner bei seinem zweiten Versuch schließlich den Titel.
Ihm gelangen anschließend vierzehn Titelverteidigungen, unter anderem je zweimal gegen González und Oguma, bis er am 18. März 1979 er den Titel an den Südkoreaner Chan-Hee Park verlor, der direkte Rückkampf endete unentschieden. Nach dem Titelverlust bestritt Canto noch acht weitere Kämpfe und beendete schließlich 1982 seine Karriere.
Das „Ring Magazine“ bezeichnet ihn hinter Jimmy Wilde als zweitbesten Fliegengewichtler aller Zeiten. 1998 fand Canto Aufnahme in die International Boxing Hall of Fame.